# Amaliendorf-Aalfang
Amaliendorf-Aalfang è un comune austriaco di 1 121 abitanti nel distretto di Gmünd, in Bassa Austria; ha lo status di comune mercato (Marktgemeinde). È stato istituito il 6 settembre 1967 con la fusione dei comuni soppressi di Aalfang e Amaliendorf; capoluogo comunale è Amaliendorf.

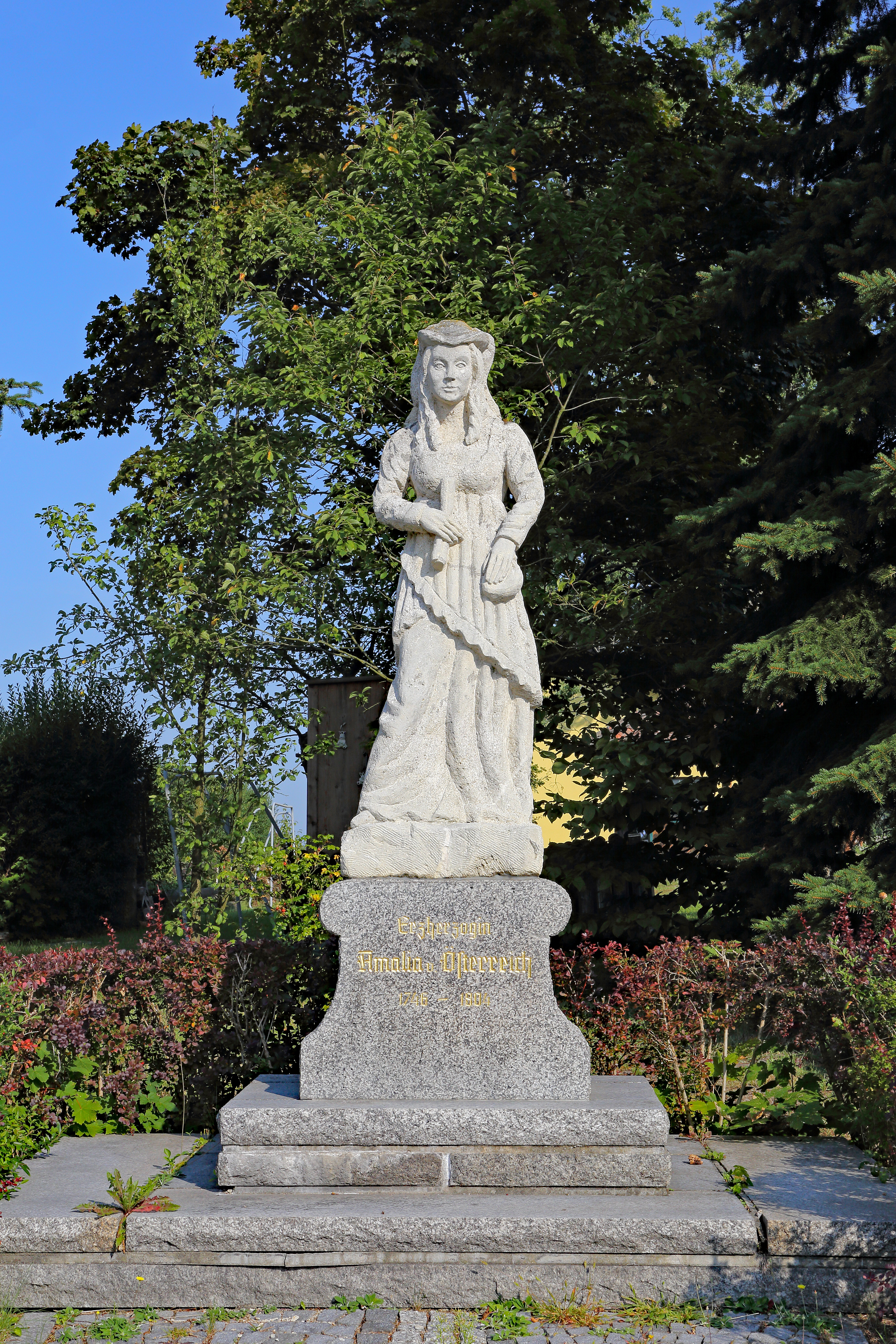
L'Arciduchessa Maria Amalia d'Austria, duchessa di Parma, Piacenza e Guastalla, santo patrono della città.